# 187P/LINEAR
187P/LINEAR, komet Jupiterove obitelji. 